# Crinotarsus plagiatus
Crinotarsus plagiatus är en skalbaggsart som beskrevs av Blanchard 1853. Crinotarsus plagiatus ingår i släktet Crinotarsus och familjen långhorningar.
Artens utbredningsområde är Fiji. Inga underarter finns listade i Catalogue of Life.